# Plagiobothrys glaber
Plagiobothrys glaber är en strävbladig växtart som först beskrevs av Samuel Frederick Gray, och fick sitt nu gällande namn av Ivan Murray Johnston. Plagiobothrys glaber ingår i släktet tiggarstavar, och familjen strävbladiga växter. Inga underarter finns listade i Catalogue of Life.